# Орден Святого Губерта (герцогство Барр)
Орден Святого Губерта (орден Сен-Юбер; фр. L’ordre de Saint-Hubert du duché de Bar) — ныне не существующий европейский светский рыцарский орден со сложной историей.

## Вводная информация
Святой Губерт (Юбер) в католических странах считался покровителем охоты — занятия, особенно популярного среди аристократии. В его честь было названо не менее шести европейских орденов: 
- Самый известный орден Святого Губерта был основан не позднее 1470-х годов. Его суверенами были сначала владетельные герцоги Юлих-Берга, затем суверены объединённых Юлих-Берга, Пфальц-Нейбурга и Пфальца (начиная с Иоганна Вильгельма, который восстановил орден в 1708 году после ста лет забвения), а затем (с начала XIX века) — правители Баварии.
- Другой орден Святого Губерта был основан в 1702 году в Вюртемберге. Сто лет спустя (в 1807 году) он был переименован в орден Золотого орла, а в 1818 году — слит с орденом «За Гражданские заслуги» в единый Орден Вюртембергской короны.
- Третий орден Святого Губерта был основан в Пруссии в 1859 году принцем Фридрихом Карлом Николаем Прусским (не королём) и имел только полуофициальный статус. Ныне — династическая награда дома Гогенцоллернов.
- Существовали также ордена Святого Губерта, основанные князем-архиепископом Кёльнским Клеменсом Баварским (существовал в 1746—1761 годах) и рейхсграфом Францем Антоном фон Шпорком (существовал в 1695—1738 годах).

## История и описание
Однако, все эти ордена были моложе ордена Святого Губерта, который был основан в мае 1416 года Людовиком I, владетелем герцогства Бар. Первоначально герцог назвал его орденом Верных и сделал его символом борзую собаку, которая в те дни рассматривалась, как аллегория верности. Однако, уже в 1423 году орден был переименован в орден Святого Губерта. Помимо сеньориальной верности герцогу, в обязанности членов ордена входила также совместная охота накануне дня святого Губерта. 
В дальнейшем на протяжении многих столетий орден был связан с герцогством Бар и соседним герцогством Лотарингия. Последний правитель Лотарингии, Станислав Лещинский, переименовал его в орден благородных герцогов Лотарингии и Бара. После смерти Станислава Лещинского (1766) его земли вошли в состав Франции, а орден, вернувший себе прежнее название, постепенно превратился в дворянскую ассоциацию, которая в основном занималась охотой.
Короли Франции Людовик XV и Людовик XVI подтвердили привилегии ордена. Людовиком XVI в 1785 году несколько изменил внешний вид инсигний ордена, чтобы их было проще отличить от пфальцского (на тот момент) ордена Святого Губерта. В частности, красную ленту с зеленой каймой заменили зеленой лентой с красной каймой. В ходе Французской революции, орден Святого Губерта, как и все прочие французские ордена, был упразднён.
Часть бывших членов ордена эмигрировали, причём встречается информация, что в эмиграции они выбрали своим великим магистром князя-епископа Карла Теодора фон Дальберга.
В период Второй Реставрации орден был реорганизован (1815). Члены ордена добивались от короля Франции его восстановления в качестве французского ордена Святого Губерта. В 1816—17 годах активно шли работы по восстановлению ордена, король Людовик XVIII даже назначил его гроссмейстером герцога де Омона, однако в итоге эти попытки были прекращены, возможно, в связи с нежеланием составлять конкуренцию одноименному баварскому ордену.
В 1824 (то есть, ещё в период Реставрации; по другим данным, в 1830 году, в связи с революцией) орден был окончательно упразднён.

## Дополнительная информация
Членами ордена могли быть только мужчины-дворяне, доказавшие наличие у себя не менее пяти поколений благородных (дворянских) предков. Все члены ордена должны были быть католиками. Устав ордена 1714 года, обязывал рыцарей, если того требовала нужда, брать в руки оружие для защиты католической религии. Орден делился на три степени: большой крест, командор и рыцарь. Дворяне герцогства Бар вступали в орден бесплатно, иностранные (по отношению к Бару) дворяне платили крупный вступительный взнос. Однако, в некоторых случаях иностранным дворянам орден мог быть пожалован бесплатно, как почётный. 
Знак ордена на позднем этапе представлял собой крест, покрытый белой эмалью, с золотым центральным медальоном, на аверсе которого находилось изображение коленопреклоненного Святого Губерта, поклоняющегося кресту, чудесно возникшему между рогов оленя (сюжет основной легенды об этом святом); на реверсе — герб герцогства Бар.